# Rhagio
Rhagio is een geslacht van snavelvliegen (Rhagionidae). De wetenschappelijke naam van het geslacht is voor het eerst geldig gepubliceerd door Johann Christian Fabricius in 1775.
De typesoort, de gewone snipvlieg (Rhagio scolopaceus), wordt in het Engels 'downlooker fly' genoemd omdat de volwassen vliegen de gewoonte hebben om met het hoofd naar beneden op boomstammen of hekken te zitten. De carnivore larven van de soort leven in vochtig, dood gebladerte op of even onder de grond. Ze overwinteren en blijven in de winter actief. Een volgroeide larve is ongeveer vijfentwintig millimeter lang en drie millimeter breed.

## Soorten
- R. albicornis (Say, 1823)
- R. albipilosus Becker, 1921
- R. albus Yang, Yang, and Nagatomi, 1997[4]
- R. algericus (Becker, 1906)
- R. alumnus Walker, 1852
- R. amurensis Makarkin, 1992
- R. annulatus (De Geer, 1776)
- R. apiciflavus Yang & Yang, 1991
- R. apicipennis (Brunetti, 1909)
- R. arcuatus (de Meijere, 1911)
- R. ardea Fabricius, 1794
- R. asticta Yang & Yang, 1994
- R. balcanicus (Strobl, 1902)
- R. basiflavus Yang & Yang, 1993
- R. basimaculatus Yang & Yang, 1993
- R. beckeri Lindner, 1923
- R. biroi Szilády, 1934
- R. bisectus Yang, Yang, and Nagatomi, 1997[4]
- R. bitaeniatus (Bellardi, 1862)
- R. brunneipennis Leonard, 1930
- R. calcaratus Statz, 1940
- R. californicus Leonard, 1930
- R. cavannae (Bezzi, 1898)
- R. centrimaculatus Yang & Yang, 1993
- R. chillcotti James, 1965
- R. choui Yang & Yang, 1997[4]
- R. chrysopilaeformis (Bezzi, 1898)
- R. chrysostigma (Loew, 1857)
- R. cinerascens (von Röder, 1884)
- R. cinereus (Bellardi, 1861)
- R. cingulatus (Loew, 1856)
- R. conspicuus Meigen, 1804
- R. corsicanus Becker, 1910
- R. costalis Matsumura, 1911
- R. costatus (Loew, 1826)
- R. costimaculata Matsumura, 1916
- R. dichromaticus Chillcott, 1965
- R. difficilis Becker, 1921
- R. dimidiatus (Loew, 1863)
- R. discoidalis (Brunetti, 1912)
- R. elenae Soboleva, 1991
- R. ephippium (Zetterstedt, 1842)
- R. filius (Walker, 1848)
- R. flavicornis (Macquart, 1826)
- R. flavimedia (Coquillett, 1898)
- R. floridensis Chillcott, 1965
- R. formosus Bezzi, 1912
- R. freyae Lindner, 1923
- R. funebris Meigen, 1820
- R. fuscipennis (Meigen, 1820)
- R. gansuensis Yang & Yang, 1997[4]
- R. gracilis (Johnson, 1912)
- R. graeculus (Loew, 1869)
- R. grandis Szilády, 1934
- R. guadarramensis Czerny & Strobl, 1909
- R. guangxiensis Yang & Yang, 1993
- R. guizhouensis Yang & Yang, 1992
- R. hainanensis Yang, Yang, and Nagatomi, 1997[4]
- R. hangzhouensis Yang & Yang, 1989
- R. hirtus Leow, 1861
- R. huashanensis Yang & Yang, 1997[4]
- R. idaeus Bezzi, 1908
- R. immaculatus (Meigen, 1804)
- R. incisus (Loew, 1872)
- R. insularis Becker, 1921
- R. iriomotensis Nagatomi & Nagatomi, 1990[5]
- R. itoi Nagatomi, 1952
- R. japonicus Matsumura, 1916
- R. javanus Lindner, 1925
- R. jinxiuensis Yang & Yang, 1993
- R. karafutonis Matsumura, 1916
- R. latipennis (Loew, 1856)
- R. libanonicus Szilády, 1934
- R. lineola Fabricius, 1794
- R. longshengensis Yang & Yang, 1993
- R. longzhouensis Yang & Yang, 1993
- R. luteus Soboleva, 1984
- R. lutifaciatus Okada, 1941
- R. maculatus (De Geer, 1776)
- R. maculifer (Bigot, 1887)
- R. maculipennis (Loew, 1854)
- R. maolanus Yang & Yang, 1993
- R. matsumurae Lindner, 1923
- R. medeae Iacob, 1971
- R. meridionalis Yang & Yang, 1993
- R. miyonis Nagatomi, 1952
- R. mongolicus Lindner, 1923
- R. montanus Becker, 1921
- R. montivagus Edwards, 1919
- R. morulus Nagatomi, 1971
- R. mystaceus (Macquart, 1840)
- R. naganensis Nagatomi, 1952
- R. nagatomii Yang & Yang, 1997[4]
- R. niger (Wiedemann in Meigen, 1820)
- R. notatus (Meigen, 1820)
- R. ochraceus (Loew, 1862)
- R. olgae Soboleva, 1991
- R. olsufjevi Soboleva, 1989
- R. orestes Chillcott, 1965
- R. pallidipennis Becker, 1921
- R. pallidistigma (de Meijere, 1924)
- R. perdicaceus Frey, 1954
- R. petrovae Soboleva, 1989
- R. philippinensis Frey, 1954
- R. pilosus Yang, Yang, and Nagatomi, 1997[4]
- R. plumbeus (Say, 1823)
- R. poecilopterus Bezzi, 1908
- R. politaeniatus (Bellardi, 1862)
- R. pollinosus Leonard, 1930
- R. pseudasticta Yang & Yang, 1994
- R. puellaris Nagatomi, 1971
- R. pullata (Coquillett, 1898)
- R. punctipennis (Say, 1823)
- R. rolandi Becker, 1921
- R. rondanii Bezzi, 1908
- R. sabahensis Nagatomi & Nagatomi, 1990[5]
- R. sardous Szilády, 1934
- R. scapulifer (Bigot, 1887
- R. schmidti Lindner, 1931
- R. scolopaceus (Linnaeus, 1758)
- R. separatus Yang, Yang, and Nagatomi, 1997[4]
- R. shaanxiensis Yang & Yang, 1997[4]
- R. shennonganus Yang & Yang, 1991
- R. shimai Nagatomi & Nagatomi, 1990[5]
- R. shirakii Szilády, 1934
- R. sikisimanus Nagatomi, 1972
- R. simushirus Soboleva, 1989
- R. sinensis Yang & Yang, 1993
- R. singularis Yang, Yang, and Nagatomi, 1997[4]
- R. stigmosus Yang, Yang, and Nagatomi, 1997[4]
- R. strigosus (Meigen, 1804
- R. subpilosus (Becker, 1892
- R. taorminae Becker, 1921
- R. terminalis (Loew, 1861
- R. tessella (Motschulsky, 1889
- R. tipuliformis Fabricius, 1794
- R. tonsa (Loew, 1869
- R. triangulata (Brunetti, 1920
- R. tringarius (Linnaeus, 1758)
- R. tristis (Schummel, 1837
- R. tuberculatus Yang, Yang, and Nagatomi, 1997[4]
- R. turcicus Lindner, 1930
- R. venetianus Becker, 1921
- R. vermileonoides Frey, 1954
- R. vertebratus (Say, 1823)
- R. vitripennis (Meigen, 1820
- R. yasumatsui Nagatomi, 1972
- R. zhejiangensis Yang & Yang, 1989

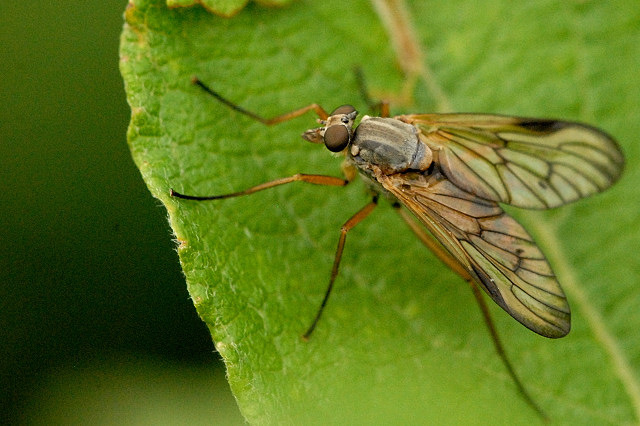
Rhagio vitripennis
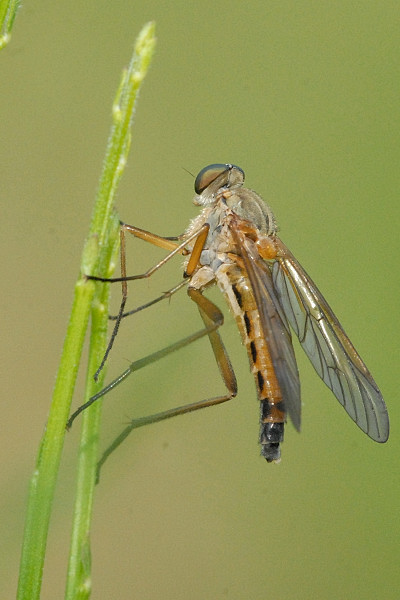
Rhagio tringarius, male
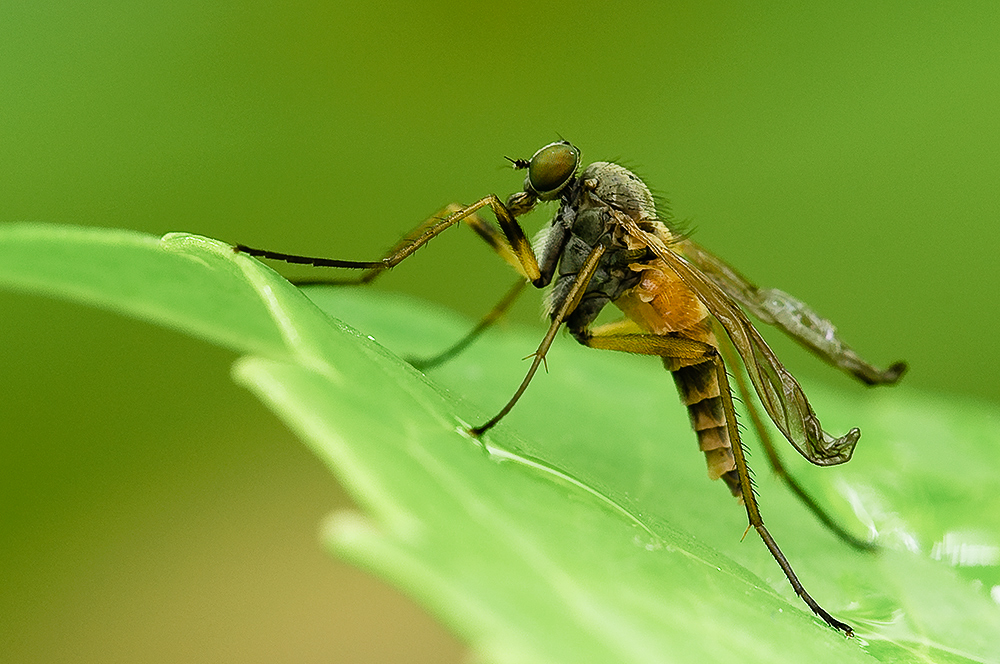
Rhagio sp.
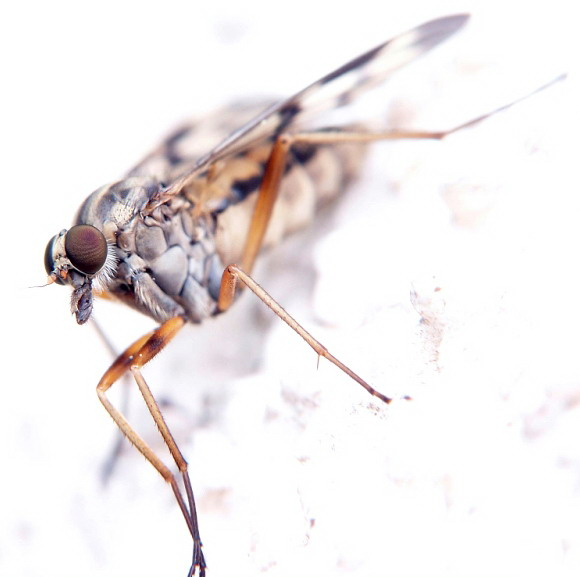
Rhagio scolopaceus
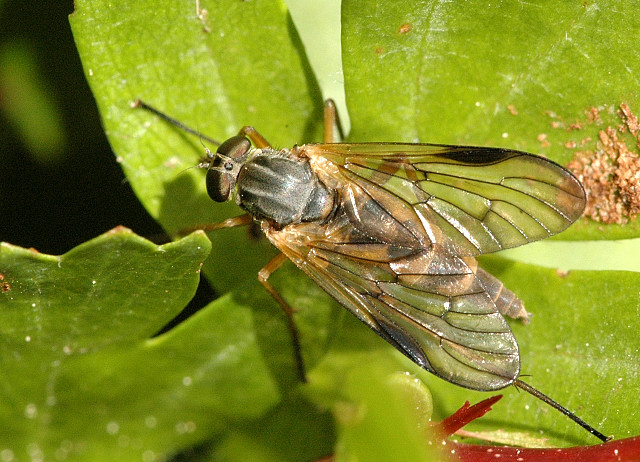
Rhagio notatus, female
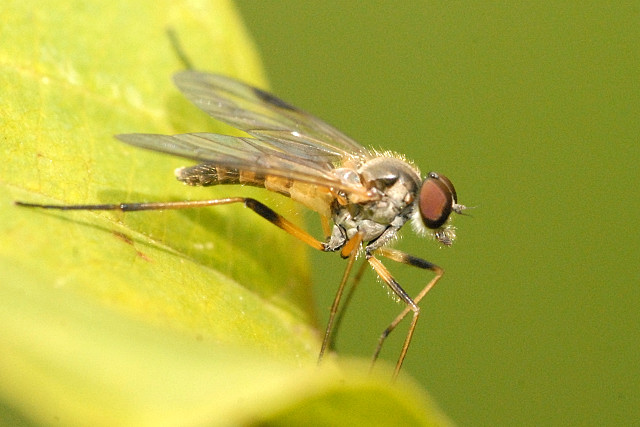
Rhagio lineola